# Joseph Hülser
Joseph Hülser (* 1816 oder 1817 in Kleinenbroich; † 15. Februar 1850 in Düsseldorf) war ein deutscher Landschaftsmaler der Düsseldorfer Schule.

## Leben
Hülser studierte Malerei an der Kunstakademie Düsseldorf. Dort war er nach Besuch der Sonntagsklasse von Ernst Carl Thelott und der Bauhandwerksklasse von Karl Friedrich Schäffer in den Jahren 1837 bis 1842 Schüler in der Landschafterklasse von Johann Wilhelm Schirmer. Hülser wohnte 1847 in Düsseldorf in der Mühlenstraße 278. Er malte unter anderem Landschaften von der Lahn und aus der Eifel, die der Düsseldorfer Akademie-Professor Rudolf Wiegmann, dessen Architekturklasse er im Schuljahr 1840 besucht hatte, aus seinem sonst eher als mittelmäßig beurteilten Œuvre hervorhob.
Joseph Hülser blieb Junggeselle. Er starb nach langem, schwerem Brustleiden am 15. Februar 1850 im Alter von 33 Jahren in Düsseldorf. Die Beisetzung erfolgte am 19. Februar 1850.

## Werke (Auswahl)
- Balduinstein an der Lahn, 1842
- Landschaft bei Manderscheid, 1842
- Landschaft in der Eifel, 1846

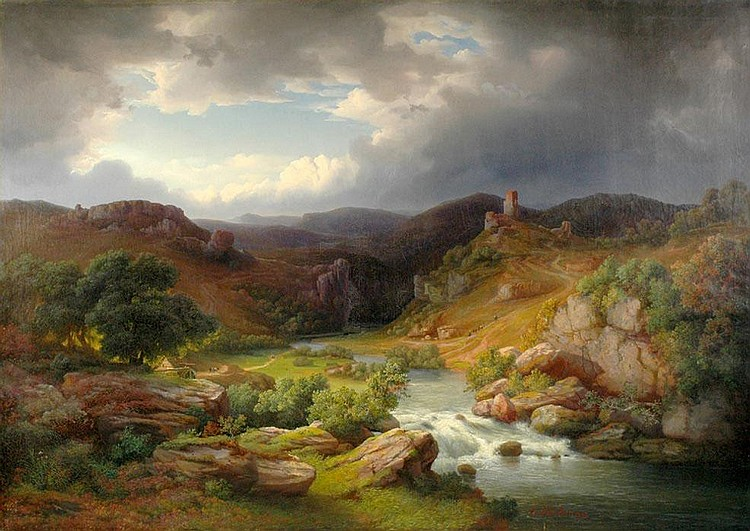
Eifellandschaft, 1846

- Blick auf den Vierwaldstättersee, 1847
- Felsige Flusslandschaft mit zwei Muschel- oder Krebssammlern, 1848
- Romantische Mittelgebirgslandschaft mit Eichengruppe im Abendlicht